# Леокрит
Леокрит — понтийский военачальник II века до н. э.

## Биография
В 183 году до н. э. понтийский царь Фарнак I начал войну с правителем Пергама Эвменом II. На втором году войны Леокрит овладел лежащим на побережье Чёрного моря городом Тиос, принадлежащий по разным оценкам Пергаму либо Вифинии, и отдал приказ перебить сдавшийся ему гарнизон из наёмников, хотя ранее обещал им свободу. По словам Диодора, Леокрит действовал подобным образом по распоряжению своего царя, так как сдавшиеся «как-то в прошлом причинили зло Фарнаку». В чём заключалось эти «обиды» — неизвестно. По предположению исследователей, эти воины были галатами. Поэтому, по замечанию Сапрыкина С. Ю., галатские тетрархи Карсигнат и Гайзаторикс, ранее признавшие свою зависимость от понтийского царя, теперь перешли на сторону его врагов. Сам же Тий разрушен Леокритом не был, так как Фарнак был крайне заинтересован в его приобретении, стремясь воссоединить все земли, ранее принадлежавшие его предкам.
Леокрит теперь был направлен с войском в Галатию. О дальнейшей его судьбе исторические источники не сообщают. По предположению Сапрыкина С. Ю., Леокрит был наместником—стратегом царских земель на западе Понта. Для целей боевых действий он использовал пафлагонских военных поселенцев-катойков, которых после окончания войны в соответствии с условиями заключенного мирного договора надлежало вернуть вместе со всем их вооружением.